# 6-Phosphogluconolactonase
6-Phosphogluconolactonase (6PGL) (Gen: PGLS) ist das Enzym, das 6-Phosphogluconolacton zu 6-Phosphogluconat hydrolysiert. Diese Reaktion ist der zweite Teilschritt im Pentosephosphatweg. 6PGL kommt in den meisten Lebewesen vor.
Die Expression der 6PGL ist erhöht in Brustkrebszellen, wie eine Proteomics-Studie zeigen konnte.

## Katalysierte Reaktion
+ H2O  {\displaystyle \longrightarrow }  
6-Phosphogluconolacton wird zu 6-Phosphogluconat hydrolysiert. Obwohl das Lacton von selbst hydrolysiert, hat es eine gewisse Stabilität, so dass es während seiner Lebenszeit unerwünschte Reaktionen eingehen könnte. Dem wird durch die 6PGL abgeholfen.